# Quebrada Los Cedros
Die Quebrada Los Cedros (Los Cedros aus dem Spanischen bedeutet in etwa „die Wacholderbüsche“) ist ein 21 km langer rechter Nebenfluss des Río Santa in West-Peru in der Provinz Huaylas der Region Ancash. Sie durchquert den Norden der Cordillera Blanca in westlicher Richtung.

## Flusslauf
Die Quebrada Los Cedros hat ihren Ursprung in dem etwa 4290 m hoch gelegenen Gletscherrandsee Lago Jancarurish. Dieser wird von einem Gletscher an der Nordflanke des 6036 m Quitaraju und an der Nordwestflanke des 5947 m hohen Alpamayo gespeist. Die Quebrada Los Cedros fließt anfangs 6 km in Richtung Westnordwest und wendet sich anschließend allmählich in Richtung Westsüdwest. Vier Kilometer oberhalb der Mündung trifft ein kleiner linker Nebenfluss auf die Quebrada Los Cedros. Dieser bildet den Abfluss der Bergseen Lago Rajucocha und Lago Aluncocha (auch als Laguna Cullicocha bekannt). Die Quebrada Los Cedros mündet schließlich 20 km nördlich der Provinzhauptstadt Caraz auf einer Höhe von ungefähr 1880 m in den Río Santa. 530 m unterhalb der Einmündung der Quebrada Los Cedros in den Río Santa befindet sich die Talsperre San Diego, bei der das Wasser zum Wasserkraftwerk Cañón del Pato abgeleitet wird. Der Lago Aluncocha (oder Laguna Cullicocha) dient seit 1992 als Wasserspeicher des Kraftwerks. Während der Zeit geringer natürlicher Abflüsse wird ein Teil des Sees abgelassen.

## Einzugsgebiet
Die Quebrada Los Cedros entwässert ein Areal von 115 km². Das Gebiet liegt in den Distrikten Santa Cruz und Yuracmarca. Es wird im Norden von dem Bergkamm der Nevados Milluacocha sowie im Osten von einem Bergkamm mit den Gipfeln Nevado Tayapampa und Nevado Jancarurish begrenzt. Im Süden wird das Flusstal der Quebrada Los Cedros von den Bergen Nevado Alpamayo, Nevado Quitaraju, Nevado Pumapampa und Nevado Santa Cruz eingerahmt.

## Sonstiges
Das abgelegene Gebiet ist von touristischem Interesse. Von Hualcayan führt ein Pfad zum malerischen Bergsee Lago Aluncocha (oder Laguna Cullicocha). Der Pfad führt weiter in das mittlere Flusstal der Quebrada Los Cedros hinab, anschließend talaufwärts bis zum oberen Talende und die Nordostflanke des Nevado Santa Cruz bis zum unteren Ende eines Gletschers hinauf.